# Zoophthorus macrops
Zoophthorus macrops là một loài tò vò trong họ Ichneumonidae.